# Cygnus NG-16
Cygnus NG-16 var en flygning av en av företaget Northrop Grummans Cygnus rymdfarkoster till Internationella rymdstationen (ISS). Farkosten sköts upp med en Antares 230+ raket, från Wallops Flight Facility i Virginia, den 10 augusti 2021.
Farkosten kallas S.S. Ellison Onizuka och är uppkallad efter den avlidna amerikanska astronauten Ellison Onizuka.
Målet med flygningen är att leverera material och förnödenheter till ISS.
Den 12 augusti 2021 dockades farkosten med rymdstationen med hjälp av Canadarm2.
Den lämnade rymdstationen den 20 november 2021 och brann upp i jordens atmosfär den 15 december 2021.

### Fotnoter
1. ↑  ”NASA Space Science Data Coordinated Archive” (på engelska). NASA. https://nssdc.gsfc.nasa.gov/nmc/spacecraft/display.action?id=2021-072A. Läst 26 augusti 2021.
2. 1 2  Mark Garcia (12 augusti 2021). ”Cygnus Installed on Unity Module for Cargo Transfers” (på engelska). NASA. https://blogs.nasa.gov/spacestation/2021/08/12/cygnus-installed-on-unity-module-for-cargo-transfers/?fbclid=IwAR1z0natYhlGSXFks4Z9LAQutZh-gDq-9h8cV40OCQNY4P9NTGlQDgodkZ0. Läst 12 augusti 2021.
3. ↑  Mark Garcia (2 augusti 2021). ”Station Gears up for U.S. Crew and Cargo Spaceships” (på engelska). NASA. Arkiverad från originalet den 5 augusti 2021. https://web.archive.org/web/20210805120810/https://blogs.nasa.gov/spacestation/2021/08/02/station-gears-up-for-u-s-crew-and-cargo-spaceships/. Läst 5 augusti 2021.